# Emma Roberts
Emma Rose Roberts (Rhinebeck, 10 de febrer de 1991) és una actriu i cantant estatunidenca. Va iniciar la seva carrera professional com a actriu el 2001 amb un petit paper a la pel·lícula: Blow. Fins aquest últims anys on ha participat a American Horror Story, a la tercera temporada, Coven, com a Madison Montgomery, a la quarta, Freak Show, com a Maggie Esmeralda i a la novena, 1984, com a Brooke Thompson. També al 2015 va protagonitzar una sèrie de Ryan Murphy, Screem Queens.

## Família
Roberts va néixer a Rhinebeck, Nova York, el seu pare Eric Roberts i la seva mare Kelly Cunningham. Els seus pares mai han estat casats i es van separar quan ella era un nadó. Anys després el seu pare es va casar amb Eliza Roberts. La família de Roberts és una família d'actors, el seu pare Eric Roberts i la seva mare Eliza Roberts, els dos treballen en el món del cinema. També Júlia Roberts, la seva tieta.

## Carrera d'actriu

### 2001-2007: Inicis[2]

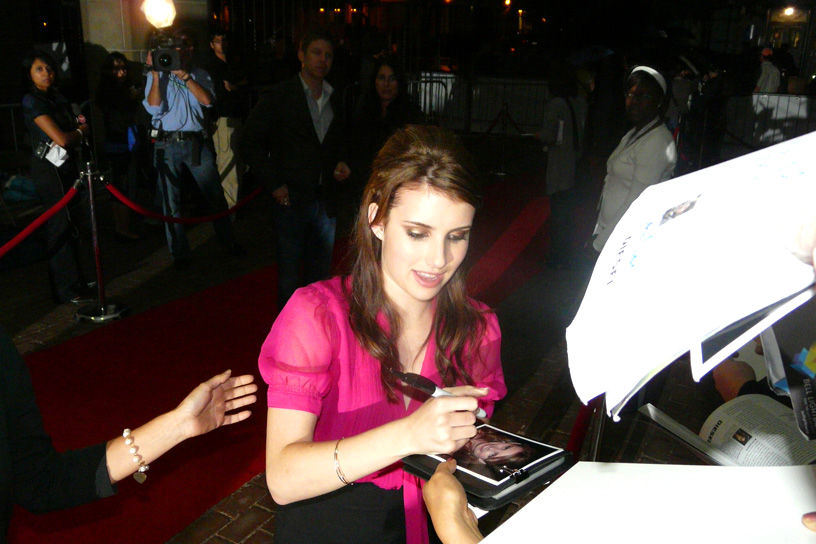
Emma signant autògrafs als seus fans

Emma Roberts va fer el seu debut com a actriu el 2001 amb 9 anys en la pel·lícula Blow dirigida per Ted Demme. En la pel·lícula, va interpretar a Kristina Jung, la filla del personatge que interpretava Johnny Depp. Roberts va arribar a aparèixer en petits papers en dues pel·lícules: a Grad Champion de 2002, com la germana del personatge principal de Buddy(Jacob Fisher); i en Spymate de 2003, com la filla segrestada de l'ex agent secret Mike Muggins (Chris Potter).
El 2004, va començar interpretant a la protagonista Addie Singer en la sèrie de Nickelodeon Unfabulous. La comèdia va ser nominada a diversos premis com els premis Teen Choice Award i els premis Young Artist. La sèrie es va emetre durant tres temporades (2004-07), aquesta també va donar lloc a pel·lícules de televisió. També en 2004, va sortir com a convidada en un episodi de la sèrie Drake i Josh de Nickelodeon. Després de la seva carrera en Unfabulous, Nickelodeon va permetre a Roberts iniciar la seva carrera musical.
En 2006, Roberts torna a la pantalla gran, protagonitzant al costat de Sara Paxton i la cantant JoJo, a Aquamarine. La pel·lícula Aquamarine va ocupar el cinquè lloc en la taquilla en el seu primer cap de setmana fent 8 milions de dolars. A principis de 2006, Roberts va finalitzar el rodatge del seu paper protagonista a Nancy Drew. La pel·lícula va ser estrenada en cinemes el 15 de juny de 2007, i va recaptar més de 7 milions de dolars en el seu primer cap de setmana, tot i que la pel·lícula no va ser ben rebut per la crítica.

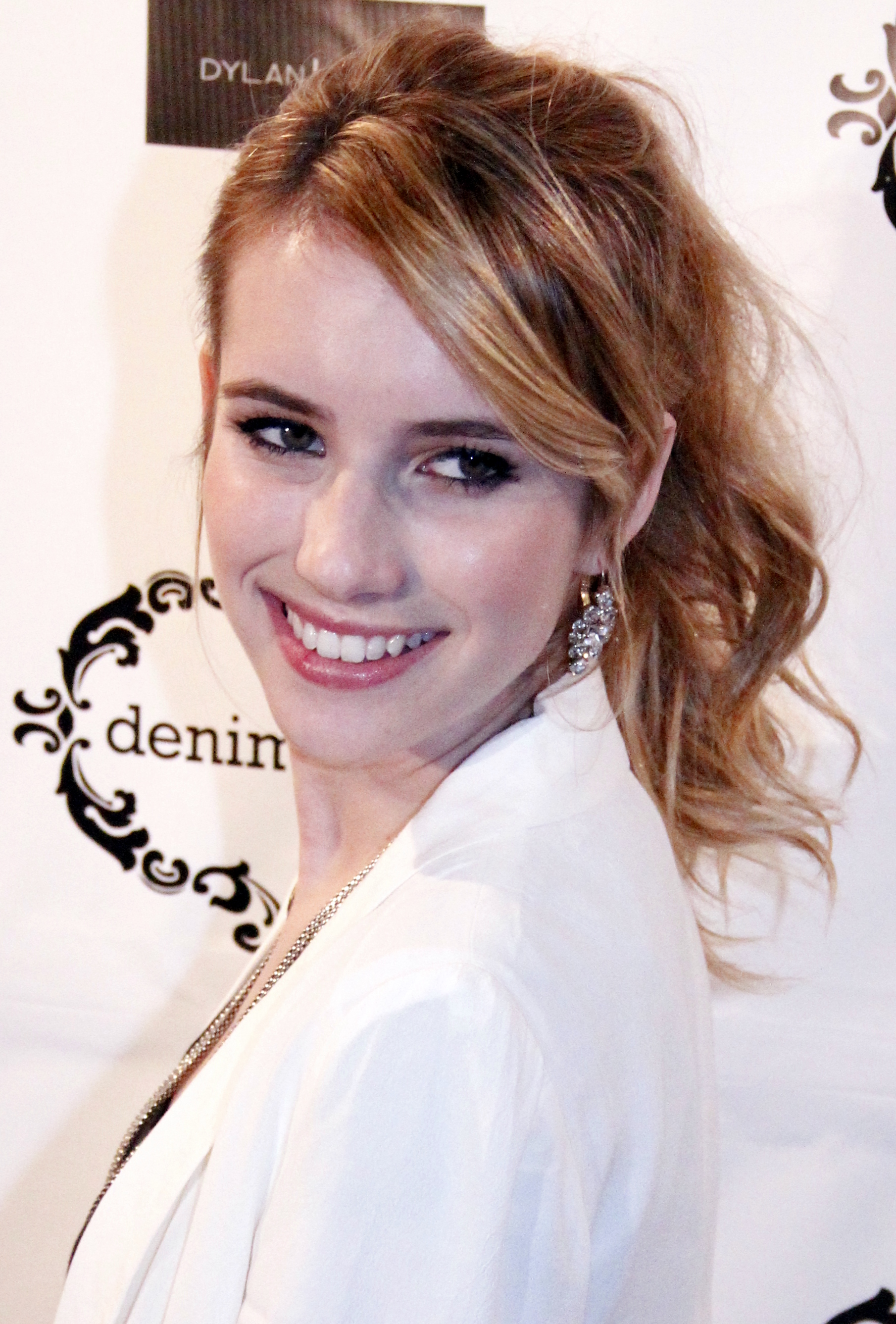
Emma Roberts al Denim Habit Store Opening 2011

### 2008-2013: Cinema
El 2008, va posar la veu en off al personatge Wilma en la pel·lícula d'animació The Flight Before Christmas. El 2009, Roberts va protagonitzar al costat de Jake T. Austin a Hotel for Dogs, basada en la novel·la de Lois Duncan. La pel·lícula es va estrenar el gener de 2009, i va ocupar el cinquè lloc en el seu primer cap de setmana amb més de 17 milions de dolars. La pel·lícula actualment ha recaptat més de 114 milions de dolats, i va rebre crítiques generalment mixtes. Roberts va interpretar al protagonista de la pel·lícula Wild Child, sobre un adolescent rebel de Malibu, Califòrnia la qual van enviar a un internat a Anglaterra. Roberts també va aparèixer en la pel·lícula independent Lymelife amb Alec Baldwin, que es va estrenar al Festival Internacional de Cinema de Toronto 2008 .
El 2010, Roberts va coprotagonitzar la pel·lícula Valentine's day en el qual també va aparèixer la seva tieta, Julia Roberts. Ella també va aparèixer aquell mateix any en Twelve, la qual s'ha emportat moltes crítiques. A l'any següent, ella va coprotagonitzar l'adaptació cinematogràfica de Memoirs of a Teenage Amnesiac. També va protagonitzar al costat de Freddie Highmore en la comèdia romàntica The Art of Getting By. El 2011, va interpretar el paper de Jill Roberts en la pel·lícula del director Wes Craven, Scream 4. En 2013, Roberts co-protagonitzar al costat de John Cusack i Evan Peters en l'Adult World.

### 2013-present: American Horror Story, Scream Queens
Roberts després va actuar en la pel·lícula de comèdia We're the Millers, al costat de Jennifer Aniston i Jason Sudeikis. Va ser llançada a la pantalla gran el 07 d'agost de 2013. La pel·lícula va rebre crítiques mixtes dels crítics i va ser un èxit financer, recaptant més de $ 269 milions enfront d'un pressupost de $ 37 milions. Ella va aparèixer després en la tercera temporada, Coven, de la sèrie de terror American Horror Story des de finals de 2013 fins a gener de 2014. Roberts va interpretar a una a Madison Montgomery. A continuació, va interpretar a Maggie Esmeralda a la quarta temporada d'American Horror Story: Freak Show.
Roberts va interpretar el paper principal a Palo Alto, del director Gia Coppola, aquesta està basada en la col·lecció de contes de James Franco. La pel·lícula va ser llançada al maig de 2014 per crítiques generalment positives, amb especial elogi per a l'exercici de Roberts.
Roberts va aparèixer després en la pel·lícula de terror February, dirigida per Osgood Perkins. La pel·lícula es va estrenar el 2015 Toronto Festival Internacional de Cinema. Roberts interpreta el personatge principal Chanel Oberlin en la primera temporada de la sèrie de comèdia de terror de Fox Scream Queens, al costat de Jamie Lee Curtis i Lea Michele. La sèrie va ser creada pels productors d'American Horror Story Ryan Murphy i Brad Falchuk.

## Carrera musical
El 2005, Roberts va realitzar el seu primer àlbum titulat Unfabulous and more. L'àlbum va ser realitzat el 27 de setembre de 2005 per la discogràfica Columbia Records i Nick Records. Aquest va servir com a banda sonora de la sèrie de televisió que va protagonitzar Unfabulous. L'àlbum està format per 10 temes els quals diversos són originals com per exemple "Dummy" i "I wanna be". L'àlbum va arribar a la posició #46 a la llista Billboard's Top Heatseekers.
Al mateix any, 2005, Roberts va gravar "If I Had It My Way" per la banda sonora de la pel·lícula Disney Ice Princess. El 2006, Roberts va fer una cover de la cançó "Island in the Sun", que va ser gravada originalment per Weezer el 2001, aquesta era la cançó principal d'Aquamarine, una pel·lícula a la qual va actuar com una de les protagonistes.
Emma Roberts en una entrevista del 2007, referir-se a la seva carrera musical va dir: "En aquests moments m'estic centrant a rodar pel·lícules, m'estic preparant per iniciar una nova pel·lícula aquests estiu la qual m'està treien molt de temps. Crec que quan sigui més gran, és definitivament una cosa que m'agradaria seguir." I en una altra entrevista va dir: "La meva carrera musical esta en espera indefinidament. No m'agrada la gent que és cantant/actor. Crec que la gent ha de ser o una cosa o l'altra, perquè en general no podrà destacar en les dues coses. Sempre tendeixen a destacar en una cosa, personalment jo em decanto per l'actuació.

## Moda
L'any 2006, Emma Roberts va ser seleccionada pels dissenyadors de bosses de mà "Dooney & Bourke" perqué sigues la seva model de la seva nova col·lecció de bosses. Gracies això Emma Roberts va poder dissenyar i crear la seva pròpia línia de bosses de mà, un dels grans somnis de l'actriu és ser dissenyadora de moda.
Al febrer de 2009, va ser anomenada ambaixadora de la marca de cosmètics Neutrogena, va aparèixer a anuncis impresos i de televisió per patrocinar la pròpia marca.
Roberts també ha aparegut diverses vegades a la revista Teen Vogue com a millor vestida, al juny de 2007, setembre de 2008, desembre de 2008 i febrer de 2009 entre d'altres.

## Filmografia

### Cinema
| Any  | Títol                         | Rol                          | Notas                           |
| ---- | ----------------------------- | ---------------------------- | ------------------------------- |
| 2001 | Blow                          | Joven Kristina Sunshine Jung | Paper de recolzament            |
| 2001 | big Love                      | Delilah                      | Cortometratje                   |
| 2001 | America's Sweethearts         | Nena amb una samarreta lila  | Paper de recolzament            |
| 2002 | Grand Champion                | Germana del protagonista     |                                 |
| 2006 | Spymate                       | Amelia Muggins               |                                 |
| 2006 | Aquamarine                    | Claire Brown                 | Protagonista                    |
| 2007 | Nancy Drew                    | Nancy Drew                   | Protagonista                    |
| 2008 | The Flight Before Christmas   | Wilma                        | Veu                             |
| 2008 | Wild Child                    | Poppy Moore                  | Paper principal                 |
| 2008 | Lymelife                      | Adrianna Bragg               | Paper principal                 |
| 2009 | Hotel For Dogs                | Andi                         | Paper principal                 |
| 2009 | The Winning Season            | Abbie                        | Paper de recolzament            |
| 2010 | Valentine's Day               | Grace Smart                  | Paper de recolzament            |
| 2010 | Memoirs of a Teenage Amnesiac | Alice Leeds                  | Paper de recolzament            |
| 2010 | Twelve                        | Molly Norton                 | Paper principal                 |
| 2010 | 4.3.2.1                       | Joanne "Jo"                  | Paper principal                 |
| 2010 | It's Kind of a Funny Story    | Noelle                       | Paper de recolzament            |
| 2010 | Virgínia                      | Jessie Tipton                | Paper secundari                 |
| 2011 | Scream 4                      | Jill Roberts                 | Paper antagonista               |
| 2011 | The Art of Getting By         | Sally Howe                   | Protagonista                    |
| 2012 | Celeste and Jesse Forever     | Riley Banks                  | Paper de recolzament            |
| 2013 | Empire State                  | Nancy                        | Paper secundari                 |
| 2013 | We're the Millers             | Casey Matthis/Casey Miller   |                                 |
| 2013 | Palo Alto                     | April                        | Protagonista                    |
| 2013 | Adult World                   | Amy Anderson                 | Protagonista                    |
| 2015 | Ashby                         | Eloise                       |                                 |
| 2015 | February                      | Joan                         |                                 |
| 2015 | I am Michael                  | Rebekah Fuller               |                                 |
| 2016 | Nerve                         | Vee                          | Post-producció, paper principal |
| 2016 | Billionaire Boys Club         | Sydney                       | En rodatje                      |

### Sèries de televisió
| Any         | Títol                             | Rol                     | Notas       |
| ----------- | --------------------------------- | ----------------------- | ----------- |
| 2004 — 2007 | Unfabulous                        | Addie Singer            | 41 episodis |
| 2004        | Drake & Josh                      | Addie Singer            | 2 episodis  |
| 2007        | The Hills                         | Emma                    | 1 episodi   |
| 2010        | Jonas L.A.                        | Emma                    | 1 episodi   |
| 2010        | Take Two with Phineas and Ferb    | Ella mateixa            | Convidada   |
| 2011        | Extreme Makeover: Home Edition    | Ella mateixa            | Convidada   |
| 2013        | Family Guy                        | Ashley Barrington (veu) | 1 episodi   |
| 2013 — 2014 | American Horror Story: Coven      | Madison Montgomery      | 13 episodis |
| 2014        | Delirium                          | Lena Haloway            | 1 episodi   |
| 2014 — 2015 | American Horror Story: Freak Show | Maggie Esmerelda        | 11 episodis |
| 2015        | Scream Queens                     | Chanel Oberlin          | 13 episodis |

## Discografia

### Albums
| Any  | Àlbum               | Discografia           |
| ---- | ------------------- | --------------------- |
| 2005 | Unfabulous and More | Columbia/Nick Records |

1. "I Wanna Be" – 3:11
2. "Punch Rocker" – 2:33
3. "Say Goodbye to Jr. High" – 3:39
4. "I Have Arrived" – 3:23
5. "94 Weeks (Metal Mouth Freak)" – 3:49
6. "This Is Me" – 3:40
7. "Dummy" – 3:08
8. "Mexican Wrestler" – 5:02
9. "We Are Gonna Happen" – 3:35
10. "New Shoes" – 2:16
11. "Mirror"